# Apoblepta
Apoblepta là một chi bướm đêm thuộc họ Crambidae.